# Tangutok
A tangutok a tibetivel rokon nép Észak-Tibetben, Kanszu kínai tartományban s különösen a Sárga-folyó felső vidékén. Egyik águk, a chaza-tangut, amely barnább bőrével üt el a többitől, a Kuku-nór mellett és a Jangce felső folyásánál lakik. A tangutok majdnem kizárólag állattenyésztésből élnek, főként jakot és juhot tenyésztenek. Buddhisták, saját hivatalnokaik vannak, kínai helytartó kormányzása alatt.

## Tangut Birodalom
A tangutok egykori államának ismert nevei a Nyugati Hszia Birodalom vagy Hszi Hszia (kínai: 西夏; pinjin: Xī Xià; Wade–Giles: Hsi1 Hsia4), a mongolok Tangut Birodalomként hivatkoztak rá, míg a tangutok és a tibetiek Mi-nyakként nevezték.

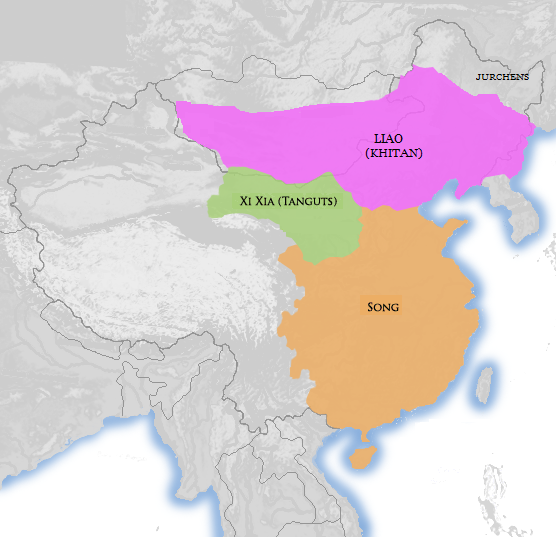
A Tangut Birodalom (zölddel színezve) elhelyezkedése

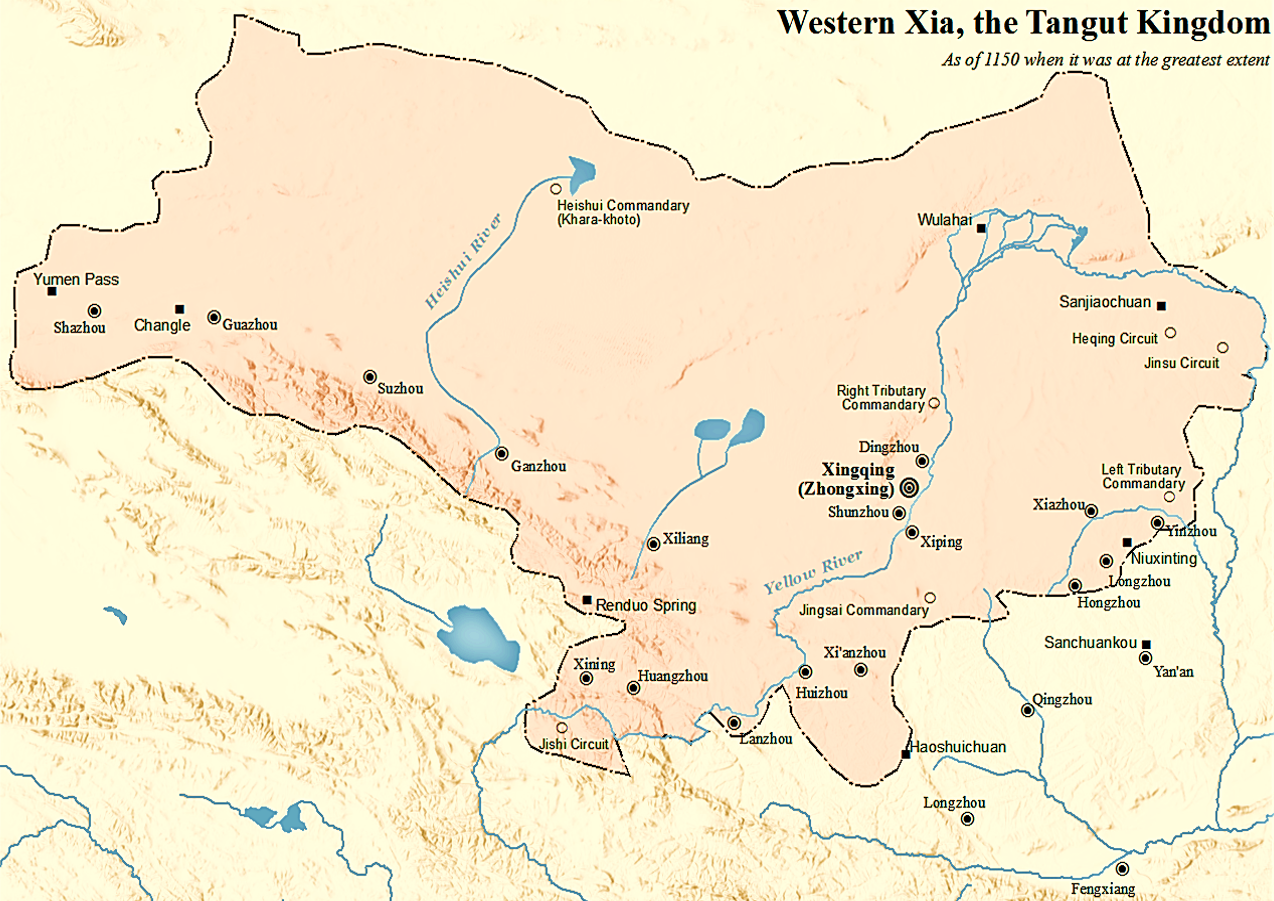
A Tangut Birodalom térképe 1155-ben, a legnagyobb kiterjedése idején.

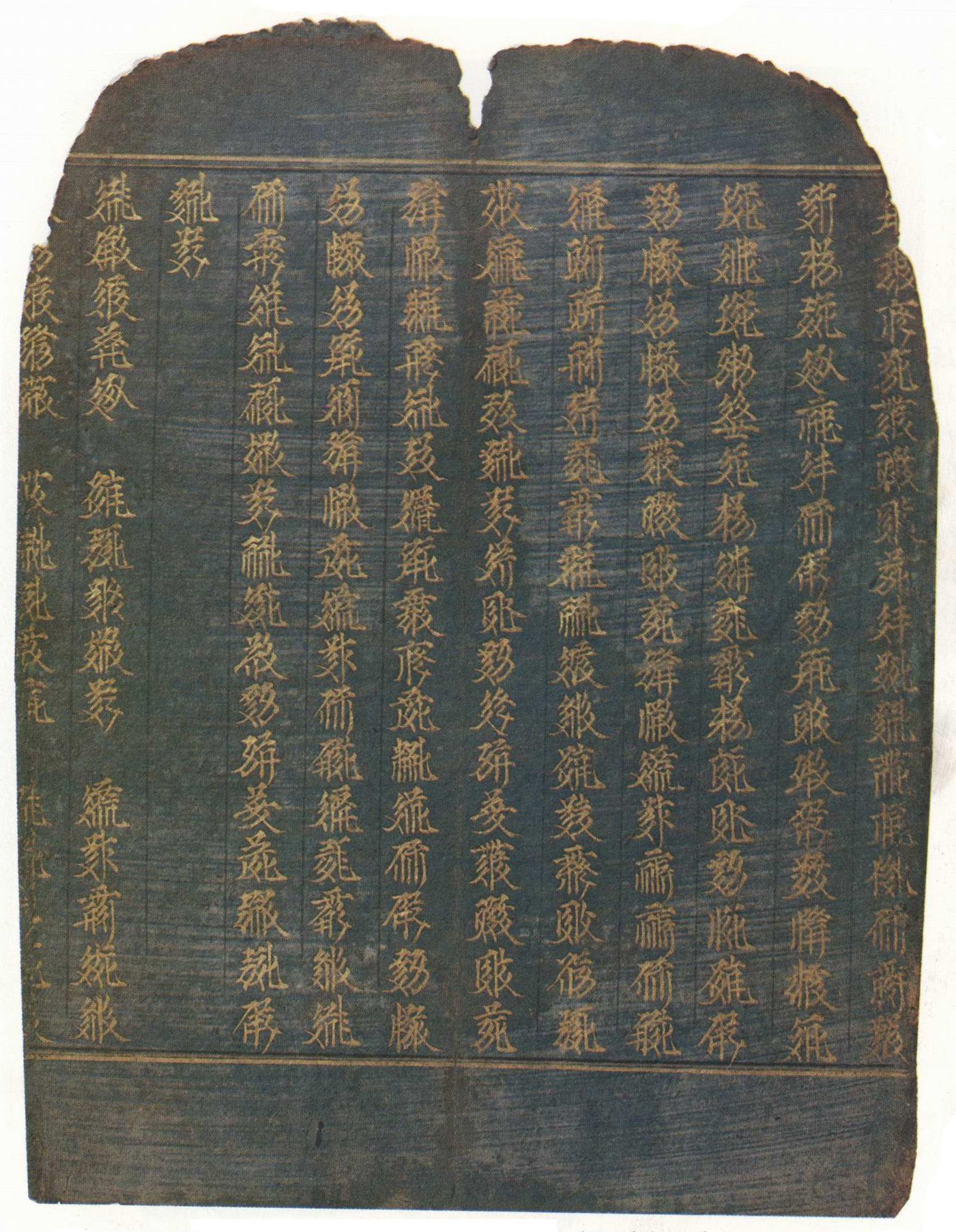
Buddhista szöveg tangut írással

A tangutok 881-ben segítettek Tang-nak a Huang Chao lázadásának leverésében való segítségükért kaptak önálló prefektúrákat. Hadvezérük Li Sigong lehetett 3 körzet vezetője: Xia (kínaiul: 夏州), Sui (kínaiul: 綏州), és Yin (kínaiul: 銀州) Dingnan Jiedushi ranggal. Ezután őseik földje, a Ling prefektúra felé kezdtek terjeszkedni, majd 1002-ben megalapították első fővárosukat Xiping-et.  1036-ra  elfoglalták a Guiyi körzetet és a Ganzhou Ujgur Királyságot, Majd a Tibetben található Xininget is. A tangut írást a Hszi-hszia (Xixia)-dinasztiát (1038–1227) megalapító uralkodó, Li Jüan-hao (Li Yuanhao) 李元昊 császár (1003–1048) megbízásából egyik magas rangú hivatalnoka, bizonyos  Je-li Zsen-zsung (Yeli Renrong) 野利仁荣 (? – 1042) alkotta meg 1036-ban. A történeti feljegyzés szerint az új írás gyorsan elterjedt és gyökeret vert a tangut birodalomban. A tangut birodalmat ugyan Dzsingisz kán mongol seregei 1227-ben elsöpörték, azonban a tangut írás még néhány évszázadig használatban maradt.